# Pacific Tri-Nations 1996
Il "Triangolare del Sud Pacifico" o   "Pacific Tri-Nations"  era un torneo di rugby a 15 che disputò tra il 1982 e 1997, oltre che nel 1998 e 2004 (nel quadro delle qualificazioni mondiali), tra le nazionali di Rugby a 15 di Samoa, Figi, Tonga.
L'edizione del 1996 di svolse nel mese di luglio con tre incontri. Ogni squadra giocò una partita in casa ed una in trasferta.

## Risultati
| 1ª giornata    |               |       |
| 13 luglio 1996 | Samoa - Tonga | 30-15 |

| 2ª giornata    |              |      |
| 20 luglio 1996 | Figi - Samoa | 60-0 |

| 3ª giornata    |              |       |
| 27 luglio 1996 | Tonga - Figi | 32-18 |

## Classifica
|  | Squadra | G | V | N | P | P+ | P- | diff. | PT |
|  | ------- | - | - | - | - | -- | -- | ----- | -- |
|  | Figi    | 2 | 1 | 0 | 1 | 78 | 32 | +46   | 2  |
|  | Tonga   | 2 | 1 | 0 | 1 | 47 | 48 | -1    | 2  |
|  | Samoa   | 2 | 1 | 0 | 1 | 30 | 75 | -45   | 2  |

## Tabellini
| Arbitro: | Steve Walsh |

| |            | |
| Leaupepe 2, Telea 2 | mt         | Anitoni, Palenapa, Taumalolo |
| Tanoa'i 2 | tr         | |
| Tanoa'i 2 | c.p.       | |
| 15.Tupo Fa'amasino 14.Alex Telea 13.To'o Vaega 12.George Leaupepe 11.Brian Lima 10.Fa'avaivai Tanoa'i 9.Joe Filemu 8.Pat Lam cap. 7.Sila Vaifale 6.Stephen Smith 5.Sene Ta'ala 4.Potu Leavasa 3.Peter Fatialofa 2.Tala Leiasamaiva'o 1.Brendan Reidy sostituti: Onehunga Matauiau Esau | Formazioni | 15.Taholo Anitoni 14.Tevita Asi 13.Paula Kalanivalu 12.Lani Katoa 11.Hemani Lavaka 10.Falamani Mafi 9.Feleti Mahoni 8.Manu Vunipola 7.Fe'ao Vunipola 6.Elisi Vunipola 5.Va'a Toloke 4.Josh Taumalolo 3.Ngalu Taufo'ou 2.Sione Palenapa 1.Etu Manu |

| Arbitro: | Paddy O'Brien |

|                                                                      |      |  |
| Bari 2, Black, Katalau Naituivau, Tawake Tuilevu Kurimudu, Uluinayau | mt   |  |
| Nicky Little 4                                                       | tr   |  |
| Nicky Little 4                                                       | c.p. |  |

| Arbitro: | Colin Hawke |

|                                        |      |                        |
| Mafi, Manu, Palenapa Tatafu, Taumalolo | mt   | Bari, Tuilevu Kurimudu |
| Gustavo Tonga 2                        | tr   | Nicky Little           |
| Gustavo Tonga                          | c.p. | Nicky Little 2         |